# Моэнс, Жан-Батист
Жан-Батист Моэнс (фр. Jean-Baptiste Philippe Constant Moens; 27 мая 1833 — 28 апреля 1908) — бельгийский филателист, считающийся, «отцом филателии» и первым торговцем почтовыми марками для коллекционеров. Он был также одним из первых филателистических журналистов и издателей.

## Биография и вклад в филателию
Родителями Жан-Батиста были Колетт Бланжнуа (Colette Blangenois) и военнослужащий Филипп Моэнс (Philippe Moens). Ещё мальчиком Моэнс начал собирать почтовые марки, снимая их с получаемых его семьёй писем в Турне. Своё дело он начал с торговли монетами. К 1853 году, в возрасте 19 лет, он покупал и продавал новые и подержанные книги, а также почтовые марки в крытой галерее Бортье, в центре Брюсселя. Не прошло и десяти лет, как он выпустил каталог марок с иллюстрированными приложениями.
В марте 1862 года Моэнс вместе со своим родственником, Луи Франсуа Ансио, издал каталог почтовых марок под названием «Manuel des collectionneurs de timbres-poste. Nomenclature générale de tous les timbres dans les divers pays de l’univers» («Справочник для коллекционеров марок»). Эта книга стала первым изданием такого рода в Бельгии и вторым на французском языке после каталога, изданного парижанином Альфредом Потике. В том же 1862 году он опубликовал первый справочник под названием «De la falsification des timbres-poste» («О фальсификации почтовых марок»), предупреждая энтузиастов коллекционирования марок о множестве подделок и фальшивок, а также об эссе. Справочник уже содержал упоминание о химических фальсификациях цвета марок.
Ж.-Б. Моэнс начал издавать первый филателистический ежемесячник на французском языке, «Le Timbre-Poste» («Почтовая марка»), выходивший с февраля 1863 по 1900 год, а также серию изданий о фискальных марках — с 1874 по 1896 год.
В 1875 году Ж.-Б. Моэнс издал первый в мире каталог земских марок России, который был составлен С. Копровским. В 1890-х годах он выпустил несколько изданий общего каталога марок Российской империи.
Моэнс стал владельцем восьми раритетных почтовых марок Маврикия с надписью англ. «Post Office». В 1878 году он опубликовал первую из своих работ о ранних марках Маврикия, «Les Timbres de Maurice depuis leur origine jusqu'à nos jours» («Почтовые марки Маврикия от их появления по настоящее время»), воспользовавшись исследованиями Эдварда Эванса из Филателистического общества Лондона и судьи Фредерика Филбрика. Хелен Морган (Helen Morgan) свидетельствует:

Всё, что известно об обнаружении первых экземпляров выпуска «Post Office», а фактически большая часть истории горстки этих обнаруженных впоследствии почтовых марок, вышло из-под его [Моэнса] пера в конце 1890-х годов. Он изучил большую часть марок с надписью «Post Office», найденных мадам Боршар в конце 1860-х годов.
Оригинальный текст (англ.)
All that is known of the discovery of the first specimens of the Post Office issue, indeed of much of the history of the handful of those stamps eventually found, came from his pen in the late 1890s. He handled most of the Post Office stamps discovered by Madame Borchard in the late 1860s.

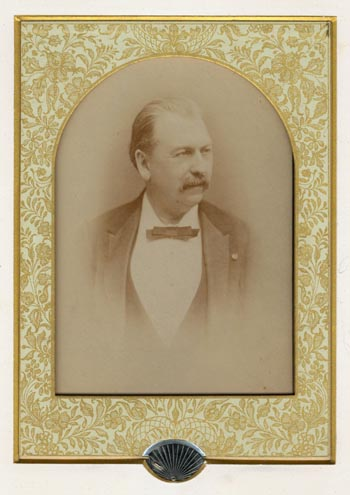
Жан-Батист Моэнс (1887)

По мере процветания бизнеса Моэнс собрал значительное количество всякого рода коллекционных вещей и библиотеку, посвящённую музыке и антиквариату, а также почтовым маркам. К 1 ноября 1899 года, заботясь о состоянии своего здоровья, Жан-Батист объявил в журнале «Le timbre-poste» о том, что пришло время сложить с себя обязанности издателя и ликвидировать бо́льшую часть своих коллекций. Коллекции Моэнса были проданы в следующем году, а его филателистические издания были со временем проданы Виктором Маршем в Лондоне в 1907 году.
Жан-Батист Моэнс скончался в Икселе в 1908 году и был похоронен на Иксельском кладбище. Его кончина была отмечена в филателистической прессе, причём во многих публикациях его называли «отцом филателии». Впоследствии имя Моэнса было удостоено чести быть внесённым среди других «отцов филателии» в «Список выдающихся филателистов».
Похоронен на кладбище Икселя в пригороде Брюсселя.

## Фальсификации Моэнса
Моэнс скупал остатки запасов марок, в том числе Бергедорфа и Бельгии. Закупленные у бельгийского почтового ведомства универсальные марки Бельгии 1849—1863 года были погашены красным чернильным штрихом. Моэнс химическим способом удалял гашение и сбывал подделанные им марки как негашеные. Эти марки в филателистической литературе известны под названием «Марки Моэнса». Он также изготовлял и продавал многочисленные новоделы и пробные оттиски Бергедорфа.
Известность также получила фиктивная марка от имени Мореснета, подготовленная Моэнсом в 1867 году с целью проучить одного из своих конкурентов.